# Moritz Heinrich Rosenhauer

Moritz Heinrich Rosenhauer (1803–1888)

Moritz Heinrich Rosenhauer (* 10. Mai 1803 in Grünhain; † 28. Dezember 1888 in Striesen) war ein deutscher evangelischer Pfarrer und Politiker.

## Leben
Der Sohn eines Grünhainer Amtswachtmeisters besuchte das Gymnasium in Annaberg. Nach dem Studium der Theologie wirkte er als Hauslehrer der Familie von Querfurth auf dem Schönheiderhammer und ab 1844 als Vikar in Waldkirchen, anschließend ab 1846 als Vikar in Fischbach, bevor er im selben Jahr als Pfarrer in das erzgebirgische Rittersgrün berufen wurde, wo er sich für die unter Not leidende Bevölkerung einsetzte. 1849/50 war er als Vertreter des 53. Wahlbezirks Abgeordneter der II. Kammer des Sächsischen Landtags. Über diese Zeit schrieb er nieder: „Zwei Wahlbezirke schenkten mir bei den direkten Wahlen für den Landtag 1849–1850 ihr Vertrauen. Im Wahlbezirke Schwarzenberg in den Wahlkämpfen unterliegend, wurde ich im Grünhainer und zwar ohne mein Zuthun zum Abgeordneten vorgeschlagen und gewählt. Keiner äußeren Partei angehörend suchte ich in meiner Stellung zu versöhnen; körperlich und geistig schwer niedergedrückt bin ich heimgekehrt mit dem Bewußtsein, Manches Gute in Stille befördert und durchgesetzt zu haben.“
1856 wurde er Pfarrer in Buchholz, wo er bis zu seiner Emeritierung am 1. November 1880 wirkte. Den Lebensabend verbrachte er in Striesen, wo er 1888 starb.

## Schriften
- Der protestantischen Kirche gottesdienstliche Gebäude und Zeiten, mit Hervorhebung bestehender Uebelstände. Annaberg : Rudolph & Dieterici, 1846.
- Die Hauptkirche zu Buchholz nach ihrer in den Jahren 1875, 1876 und 1877 erfolgten Erneuerung. Druck J. H. Hollstein, Buchholz 1877.